# Giải bóng đá U-21 Quốc gia 2012
Giải bóng đá U-21 Quốc gia 2012, tên gọi chính thức là Giải bóng đá U-21 Quốc gia – Cúp Báo Thanh Niên 2012, là mùa giải thứ 16 của Giải bóng đá Vô địch U-21 Quốc gia do Liên đoàn bóng đá Việt Nam (VFF) phối hợp với báo Thanh Niên tổ chức. Mùa giải lần này diễn ra theo hai giai đoạn, với giai đoạn vòng loại từ ngày 5 tháng 9 đến ngày 13 tháng 9 năm 2012. Vòng chung kết của giải, gồm 8 đội bóng, được tổ chức tại Ninh Thuận từ ngày 25 tháng 9 đến ngày 5 tháng 10 năm 2012.

## Các đội bóng
24 đội bóng đã đăng ký tham dự mùa giải lần này từ vòng loại. Đội đương kim vô địch Nam Định và đội chủ nhà của vòng chung kết Ninh Thuận được miễn thi đấu vòng loại. Các đội bóng được sắp xếp sẵn vào các bảng đấu dựa theo khu vực địa lý. Những đội bóng đóng vai trò là chủ nhà của bảng đấu vòng loại được in đậm.
| Vào thẳng vòng chung kết | 1. Ninh Thuận (chủ nhà vòng chung kết) 2. Nam Định (đương kim vô địch)                                  | 1. Ninh Thuận (chủ nhà vòng chung kết) 2. Nam Định (đương kim vô địch)                  | 1. Ninh Thuận (chủ nhà vòng chung kết) 2. Nam Định (đương kim vô địch)                                                     | 1. Ninh Thuận (chủ nhà vòng chung kết) 2. Nam Định (đương kim vô địch)                                                     |
| Tham dự vòng loại        | Bảng A                                                                                                  | Bảng B                                                                                  | Bảng C | Bảng D |
| Tham dự vòng loại        | 1. Sông Lam Nghệ An 2. Hà Nội T&T 3. Thừa Thiên Huế 4. Trẻ Hà Nội 5. Vicem Hải Phòng 6. Than Quảng Ninh | 1. SHB Đà Nẵng 2. Hà Nội 3. SQC Bình Định 4. Bình Thuận 5. Đắk Lắk 6. Hoàng Anh Gia Lai | 1. Khatoco Khánh Hòa 2. Sài Gòn Xuân Thành 3. Đồng Nai 4. Bà Rịa – Vũng Tàu 5. TDC Bình Dương 6. Xổ số kiến thiết Lâm Đồng | 1. Đồng Tâm Long An 2. Vĩnh Long 3. Tập đoàn Cao su Đồng Tháp 4. Hùng Vương An Giang 5. Kienlongbank Kiên Giang 6. Cần Thơ |

| Rút lui sau khi đăng ký tham dự | Rút lui sau khi đăng ký tham dự |
| ------------------------------- | ------------------------------- |
| Bảng A                          | Hà Tĩnh                         |
| Bảng B                          | Quảng Ngãi                      |
| Bảng C                          | Navibank Sài Gòn                |
| Bảng D                          | Tiền Giang                      |

## Vòng loại
Vòng loại diễn ra từ ngày 4 đến ngày 16 tháng 9 năm 2012. Các đội bóng thi đấu theo thể thức vòng tròn một lượt tính điểm, chọn 4 đội xếp thứ nhất và 2 đội xếp thứ nhì có thành tích tốt nhất vào vòng chung kết.

### Các tiêu chí
Các đội được xếp hạng theo điểm (3 điểm cho 1 trận thắng, 1 điểm cho 1 trận hòa, 0 điểm cho 1 trận thua), và nếu bằng điểm, các tiêu chí sau đây được áp dụng theo thứ tự, để xác định thứ hạng:
1. Điểm trong các trận đối đầu trực tiếp giữa các đội bằng điểm;
2. Hiệu số bàn thắng thua trong các trận đối đầu trực tiếp giữa các đội bằng điểm;
3. Số bàn thắng ghi được trong các trận đối đầu trực tiếp giữa các đội bằng điểm;
4. Nếu có nhiều hơn hai đội bằng điểm, và sau khi áp dụng tất cả các tiêu chí đối đầu ở trên, một nhóm nhỏ các đội vẫn còn bằng điểm nhau, tất cả các tiêu chí đối đầu ở trên được áp dụng lại cho riêng nhóm này;
5. Hiệu số bàn thắng thua trong tất cả các trận đấu bảng;
6. Số bàn thắng ghi được trong tất cả các trận đấu bảng;
7. Bốc thăm.

### Các đội vượt qua vòng loại
| Câu lạc bộ                | Tư cách vượt qua vòng loại   | Tham dự vòng chung kết | Thành tích tốt nhất        |
| ------------------------- | ---------------------------- | ---------------------- | -------------------------- |
| Ninh Thuận                | Chủ nhà                      | Lần đầu                | Lần đầu                    |
| Nam Định                  | Đương kim vô địch            | 10 lần                 | Vô địch (2004, 2011)       |
| Sông Lam Nghệ An          | Nhất bảng A                  | 10 lần                 | Vô địch (2000, 2001, 2002) |
| SHB Đà Nẵng               | Nhất bảng B                  | 13 lần                 | Vô địch (2003, 2008, 2009) |
| Khatoco Khánh Hòa         | Nhất bảng C                  | 5 lần                  | Vô địch (2007)             |
| Đồng Tâm Long An          | Nhất bảng D                  | 8 lần                  | Á quân (2000)              |
| Than Quảng Ninh           | Nhì bảng A/Nhì bảng tốt nhất | 3 lần                  | Hạng ba (2009)             |
| Tập đoàn Cao su Đồng Tháp | Nhì bảng D/Nhì bảng tốt nhất | 7 lần                  | Á quân (1998)              |

## Địa điểm
Các trận đấu của vòng chung kết diễn ra tại sân vận động Ninh Thuận (thành phố Phan Rang – Tháp Chàm) và sân vận động Nhơn Sơn (huyện Ninh Sơn), tỉnh Ninh Thuận.
| Ninh Thuận              | Ninh Thuận            |
| ----------------------- | --------------------- |
| Sân vận động Ninh Thuận | Sân vận động Nhơn Sơn |
| Sức chứa: 8.000         | Sức chứa: CXĐ         |
|                         |                       |

## Đội hình
Các cầu thủ từ 16 đến 21 tuổi (sinh từ ngày 1 tháng 1 năm 1991 đến ngày 31 tháng 12 năm 1996) có đủ điều kiện để tham dự giải đấu. Mỗi đội bóng phải đăng ký một danh sách gồm tối đa 25 cầu thủ, trong đó có tối đa ba cầu thủ 22 tuổi (Quy định mục 4.2, 4.3 và 5.1).

## Vòng bảng
Tám đội tham dự được chia thành hai bảng, thi đấu vòng tròn một lượt để chọn ra hai đội đứng đầu mỗi bảng vào bán kết. Lễ bốc thăm chia bảng diễn ra vào trưa ngày 24 tháng 9 năm 2012 tại khách sạn Ninh Thuận, tỉnh Ninh Thuận.

### Bảng A
| VT | Đội                       | ST | T | H | B | BT | BB | HS | Đ | Giành quyền tham dự     |
| -- | ------------------------- | -- | - | - | - | -- | -- | -- | - | ----------------------- |
| 1  | Ninh Thuận (H)            | 3  | 2 | 0 | 1 | 7  | 4  | +3 | 6 | Vòng đấu loại trực tiếp |
| 2  | Sông Lam Nghệ An          | 3  | 2 | 0 | 1 | 9  | 2  | +7 | 6 | Vòng đấu loại trực tiếp |
| 3  | SHB Đà Nẵng               | 3  | 2 | 0 | 1 | 5  | 7  | −2 | 6 |                         |
| 4  | Tập đoàn Cao su Đồng Tháp | 3  | 0 | 0 | 3 | 4  | 12 | −8 | 0 |                         |

1. 1 2 3  Kết quả đối đầu: Ninh Thuận	0–2	Sông Lam Nghệ An, Sông Lam Nghệ An	0–1	SHB Đà Nẵng, Ninh Thuận	5–1	SHB Đà Nẵng. Bảng xếp hạng đối đầu:
  - Ninh Thuận: 3 điểm, 5 bàn thắng, hiệu số +2.
  - Sông Lam Nghệ An: 3 điểm, 2 bàn thắng, hiệu số +1.
  - SHB Đà Nẵng: 3 điểm, 2 bàn thắng, hiệu số -3.

| Tập đoàn Cao su Đồng Tháp        | 2–3                     | SHB Đà Nẵng                                  |
| -------------------------------- | ----------------------- | -------------------------------------------- |
| - Thanh Định 32' - Đăng Khoa 45' | Chi tiết Chi tiết (VFF) | - Văn An 5' - Minh Tuấn 13' - Ngọc Thắng 69' |

| Ninh Thuận | 0–2      | Sông Lam Nghệ An |
| ---------- | -------- | ---------------- |
|            | Chi tiết | Đình Bảo 61', ?' |

| Sông Lam Nghệ An | 0–1      | SHB Đà Nẵng   |
| ---------------- | -------- | ------------- |
|                  | Chi tiết | Quách Tân 84' |

| Tập đoàn Cao su Đồng Tháp       | 1–2      | Ninh Thuận                                |
| ------------------------------- | -------- | ----------------------------------------- |
| - Trường Giang 56' - Thanh Định | Chi tiết | - Đăng Khoa - Duy Thanh 84' - Văn Sơn 79' |

| Sông Lam Nghệ An                                                  | 7–1      | Tập đoàn Cao su Đồng Tháp |
| ----------------------------------------------------------------- | -------- | ------------------------- |
| - Phi Sơn 12' - Quang Nam 29', 36', ?', ?' - Thế Cường - Văn Công | Chi tiết | Thế Mạnh                  |

| Ninh Thuận                                               | 5–1      | SHB Đà Nẵng                  |
| -------------------------------------------------------- | -------- | ---------------------------- |
| - Út Cường 4', 65', 79' - Duy Thanh 58' - Công Thành 59' | Chi tiết | - Văn Lai 14' - Hữu Tuấn 25' |

### Bảng B
| VT | Đội               | ST | T | H | B | BT | BB | HS | Đ | Giành quyền tham dự     |
| -- | ----------------- | -- | - | - | - | -- | -- | -- | - | ----------------------- |
| 1  | Than Quảng Ninh   | 3  | 2 | 1 | 0 | 5  | 3  | +2 | 7 | Vòng đấu loại trực tiếp |
| 2  | Khatoco Khánh Hòa | 3  | 1 | 1 | 1 | 3  | 3  | 0  | 4 | Vòng đấu loại trực tiếp |
| 3  | Nam Định          | 3  | 0 | 2 | 1 | 4  | 5  | −1 | 2 |                         |
| 4  | Đồng Tâm Long An  | 3  | 0 | 2 | 1 | 3  | 4  | −1 | 2 |                         |

| Đồng Tâm Long An     | 1–1      | Than Quảng Ninh |
| -------------------- | -------- | --------------- |
| Thanh Vi 65' (ph.đ.) | Chi tiết | Minh Tuấn 11'   |

| Nam Định      | 1–1      | Khatoco Khánh Hòa |
| ------------- | -------- | ----------------- |
| Thế Vương 18' | Chi tiết | Bá Thiêm 66'      |

| Khatoco Khánh Hòa      | 1–2                     | Than Quảng Ninh                               |
| ---------------------- | ----------------------- | --------------------------------------------- |
| - Tuấn Linh 64' (l.n.) | Chi tiết Chi tiết (VFF) | - Nhật Minh 46' - Minh Tuấn H2' - Duy Hưng 5' |

| Đồng Tâm Long An                     | 2–2      | Nam Định                      |
| ------------------------------------ | -------- | ----------------------------- |
| - Thanh Vi 42' (ph.đ.) - Tấn Tài 78' | Chi tiết | - Hữu Khôi 41' - Anh Quốc 57' |

| Khatoco Khánh Hòa | 1–0      | Đồng Tâm Long An |
| ----------------- | -------- | ---------------- |
| Trọng Phi         | Chi tiết |                  |

| Nam Định     | 1–2      | Than Quảng Ninh                   |
| ------------ | -------- | --------------------------------- |
| Hữu Khôi 89' | Chi tiết | - Cảnh Dương 49' - Văn Phong 90+' |

## Vòng đấu loại trực tiếp
Trong vòng đấu loại trực tiếp, loạt sút luân lưu sẽ được sử dụng để quyết định đội thắng nếu hòa sau 90 phút chính thức (không có hiệp phụ).

### Bán kết
| Ninh Thuận                                    | 0–0                     | Khatoco Khánh Hòa     |
| --------------------------------------------- | ----------------------- | --------------------- |
|                                               | Chi tiết Chi tiết (VFF) |                       |
| Loạt sút luân lưu                             |                         |                       |
| - Hoàng Mỹ - Đình Lợi - Thanh Tấn - Duy Thanh | 4–1                     | - Tuấn Anh - Quốc Chí |

| Than Quảng Ninh                       | 1–1                     | Sông Lam Nghệ An                                                |
| ------------------------------------- | ----------------------- | --------------------------------------------------------------- |
| Minh Tuấn 28' (ph.đ.) · Đại Nghĩa 64' | Chi tiết Chi tiết (VFF) | Thế Cường 45'                                                   |
| Loạt sút luân lưu                     |                         |                                                                 |
| - Văn Tùng                            | 3–5                     | - Nguyên Mạnh - Khắc Ngọc - Thế Nhật - Đình Hoàng - Hoàng Thịnh |

### Chung kết
| Ninh Thuận | 0–2                     | Sông Lam Nghệ An                             |
| ---------- | ----------------------- | -------------------------------------------- |
|            | Chi tiết Chi tiết (VFF) | Đình Bảo 3' · Thế Cường 31' · Đình Hoàng 70' |

## Thống kê

### Vô địch
| Vô địch Giải bóng đá U-21 Quốc gia 2012 |
| --------------------------------------- |
| Sông Lam Nghệ An Lần thứ 4              |

### Các giải thưởng
Các giải thưởng dưới đây đã được trao sau khi giải đấu kết thúc:
| Vua phá lưới                    | Cầu thủ xuất sắc nhất           | Thủ môn xuất sắc nhất          | Giải phong cách    |
| ------------------------------- | ------------------------------- | ------------------------------ | ------------------ |
| Vũ Quang Nam (Sông Lam Nghệ An) | Vũ Quang Nam (Sông Lam Nghệ An) | Nguyễn Thanh Diệp (Ninh Thuận) | Khatocco Khánh Hòa |

### Cầu thủ ghi bàn
Đã có 44 bàn thắng ghi được trong 15 trận đấu, trung bình 2.93 bàn thắng mỗi trận đấu.